# 220-е годы до н. э.
220-е (две́сти двадца́тые) го́ды до на́шей э́ры по пролептическому юлианскому календарю — промежуток времени с 1 января 229 года до н. э. по 31 декабря 220 года до н. э., включающий с 229 по 221 годы 8-го десятилетия  и 220 год 9-го десятилетия III века 1-го тысячелетия до н. э. Им предшествовали 230-е годы до н. э., за ними следовали 210-е годы до н. э. Они закончились 2245 лет назад.

## Важнейшие события
- 229 — Консулы Луций Постумий Альбин (2-й раз) (патриций) и Гней Фульвий Центумал (плебей).
- 229—228 — Первая Иллирийская война.
- 229, весна — В иллирийских водах появилось 200 римских кораблей. Легко уничтожены суда пиратов, их укреплённые городки на берегах.
- 229 — Смерть Деметрия II. Вельможи призвали его двоюродного брата Антигон быть опекуном при малолетнем Филиппе, сыне Деметрия, женили его на Хрисеиде, вдове Деметрия, а затем провозгласили царём.
- 229—221 — Царь Македонии Антигон III Досон (263—221) — двоюродный брат Деметрия II.
- 229 — Антигон воевал с этолянами, победил их и большей частью перебил, но затем, чтобы не допустить их соединения с ахейцами, уступил им юг Фессалии.
- Вхождение Арголиды в Ахейский союз
- 229/228 — Началась Клеоменова война
- 228 — Консулы Спурий Карвилий Максим Руга (плебей) и Квинт Фабий Максим Веррукоз (патриций). Консул-суффект Гней Фульвий.
- 228 — Несколько пунктов на побережье Иллирии заняты римскими гарнизонами. Безопасность на море обеспечена. Иллирия оказывается в зависимости от Рима.
- 228 — Гамилькар Барка убит в одном из сражений в Испании. Его зять Гасдрубал продолжает завоевание Испании. Начальником конницы становится Ганнибал (247—183).
- 228 — Правитель Пергама Аттал I Сотер отказывается от уплаты дани галатам. Аттал разгромил галатов и Антиоха Гиеракса в битве у истоков Каика. Аттал принимает царский титул и подчиняет владения Селевкидов в Малой Азии, кроме Киликии.
- 228 — Антигон отнял у Египта в Малой Азии Карию.
- 228 — Клеомен III пригласил Архидама V, брата Агиса IV, из Мессены в Спарту.
- 228—227 — Царь Спарты из рода Эврипонтидов Архидам V.
- 228 — Циньский правитель Ин Чжэн присоединяет царство Чжао.
- 227 — Консулы Публий Валерий Флакк (патриций) и Марк Атилий Регул (плебей).
- 227 — Образованы две первые римские провинции — Сицилия и Сардиния-Корсика, для управления ими стали избираться два дополнительных претора, число которых, таким образом, достигло четырёх.
- Ок. 227 — Основание Гасдрубалом Нового Карфагена.
- 227 — Враги Агиса умертвили царя Архидама V.
- 227 — Клеомен разбил ахейцев при Ликее. Арат взял Мантинею. Клеомен разбил ахейцев у Мегалополя. Отправившись в новый поход в Аркадию, Клеомен оставил войско под Мантинеей, а сам с наёмниками двинулся к Спарте. Три друга Клеомена напали на эфоров в трапезной и убили четырёх из них. Клеомен отменил эфорат, провёл передел земли, пополнил число граждан из периэков, возвратил систему воспитания. Второй престол он отдал брату Эвклиду.
- 227—221 — Царь Спарты из рода Агидов Эвклид.
- 227 — Колосс Родосский разрушен землетрясением.
- 227 — Восстание в Македонии. Антигон осаждён в царском дворце, но вышел к народу, усмирил его и казнил зачинщиков мятежа.
- 226 — Консулы Марк Валерий Максим Мессала (патриций) и Луций Апустий Фуллон (плебей).
- 226 — Договор римлян с Гасдрубалом, по которому карфагеняне не должны продвигаться за Ибер.
- 226 — Ахейцы взяли в плен и обратили в рабство часть жителей Мантинеи. Мантинейцы призывают на помощь Клеомена. Они открыли Клеомену ворота, изгнали с его помощью ахейский караульный отряд и отдались под власть Спарты.
- 226 — Антиох Гиеракс побеждён и погиб во время бегства. Вскоре Селевк, сохранивший власть лишь над Месопотамией и Северной Сирией, погиб, упав с лошади.
- 226—223 — Царь Селевкидов Селевк III Керавн. Сын Селевка II.
- 225 — Консулы Луций Эмилий Пап (патриций) и Гай Атилий Регул (плебей). Цензоры Гай Клавдий Центон (патриций) и Марк Юний Пера (плебей).
- 225—222 — Война Рима с галлами.
- 225 — Галлы вторгаются в Северную Этрурию. Римляне разбивают галльское войско и занимают область бойев и инсубров. Гибель Г.Атилия.
- Ок. 225 — ок. 220 — Царица Эпира Деидамия.
- 225 — Клеомен вторгся в Ахайю и разбил ахейцев под Гекатомбеей. Союзное собрание в Лерне. Ахейцы готовы были признать Клеомена главой союза, но этому помешал Арат, потребовав от Спарты заложников. Клеомен возобновил войну и захватил Пеллену, Фенест и Пантелий. Арат пригласил в Пелопоннес Антигона.
- 225 — Циньский правитель Ин Чжэн присоединяет царство Вэй.
- 220-е годы — Натиск иллирийцев на Эпир.
- 220-е годы — Усиление государства андхров. Распространение их власти на большую часть Южной Индии.
- 220 — Шаньюй Модэ начал войну с Китаем
- 229/228 — 222 до н. э. — Клеоменова война[1] на Пелопоннесе.
- 220—217 до н. э. — Союзническая война в Греции.